# Severus

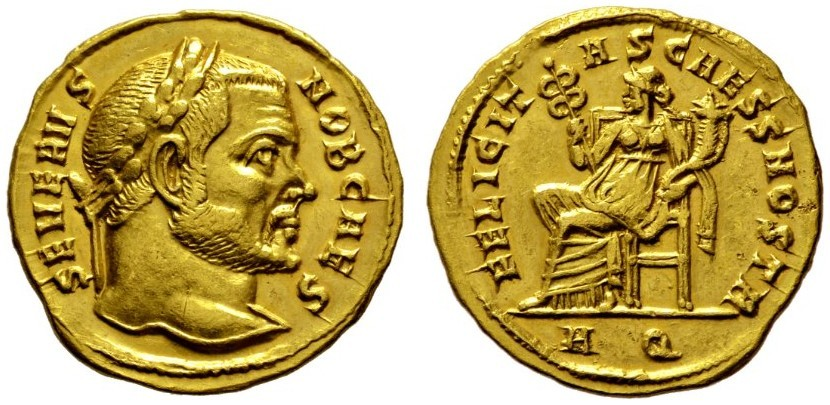
Aureus des Severus als Caesar

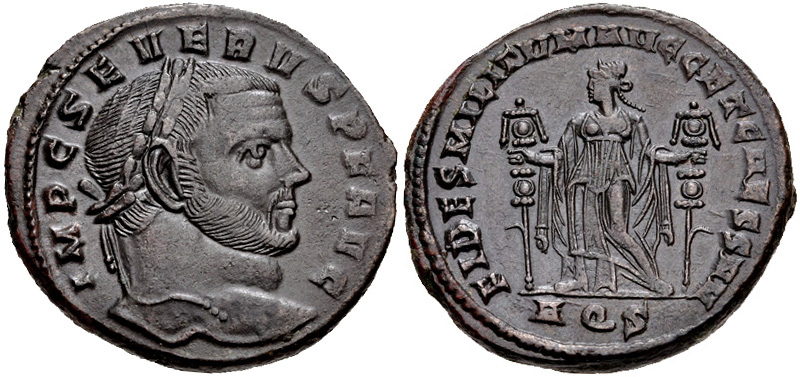
Follis des Severus als Augustus

Flavius Valerius Severus (selten auch Severus II.; † 16. September 307 bei Tres Tabernae) war ein Kaiser der römischen Tetrarchie.

## Leben
Severus II. war Soldat in den illyrischen Provinzen, bevor sein Freund Galerius ihn im Jahr 305 im Rahmen der 2. Tetrarchie zum Unterkaiser (Caesar) des Westens machte. 
Beim Tod des Kaisers Constantius Chlorus 306 wurde er vom Seniorkaiser Galerius zum Augustus des Westens ernannt, während der „Usurpator“ Konstantin Caesar des Westens wurde.
Als Maxentius, der Sohn des zurückgetretenen Kaisers Maximian, in Rom revoltierte, sandte Galerius ihn aus, um die Rebellion zu unterdrücken, aber die Mauern Roms und Desertion in den eigenen Reihen zwangen ihn zum Rückzug nach Ravenna. Dort ergab er sich Maximian, der ihn nach Rom mitnahm und in Tres Tabernae unter Hausarrest stellte. Als Galerius 307 selbst in Italien einfiel, um Maxentius und seinen Vater zu unterwerfen, wurde Severus wohl auf Veranlassung des Maxentius ermordet. Sein Sohn Flavius Severianus wurde 313 von Licinius als (angeblicher) Usurpator hingerichtet.

## Schematische Übersicht

### 2. Tetrarchie bis Juli 306
|          | Westen                 | Osten          |
| -------- | ---------------------- | -------------- |
| Augusti  | Constantius I. Chlorus | Galerius       |
| Caesares | Severus                | Maximinus Daia |

### 3. Tetrarchie bis Mai 307
|          | Westen     | Osten          |
| -------- | ---------- | -------------- |
| Augusti  | Severus    | Galerius       |
| Caesares | Konstantin | Maximinus Daia |